# Oecobius maculatus
Oecobius maculatus är en spindelart som beskrevs av Simon 1870. Oecobius maculatus ingår i släktet Oecobius och familjen Oecobiidae. Inga underarter finns listade i Catalogue of Life.